# Ludovic Pajot

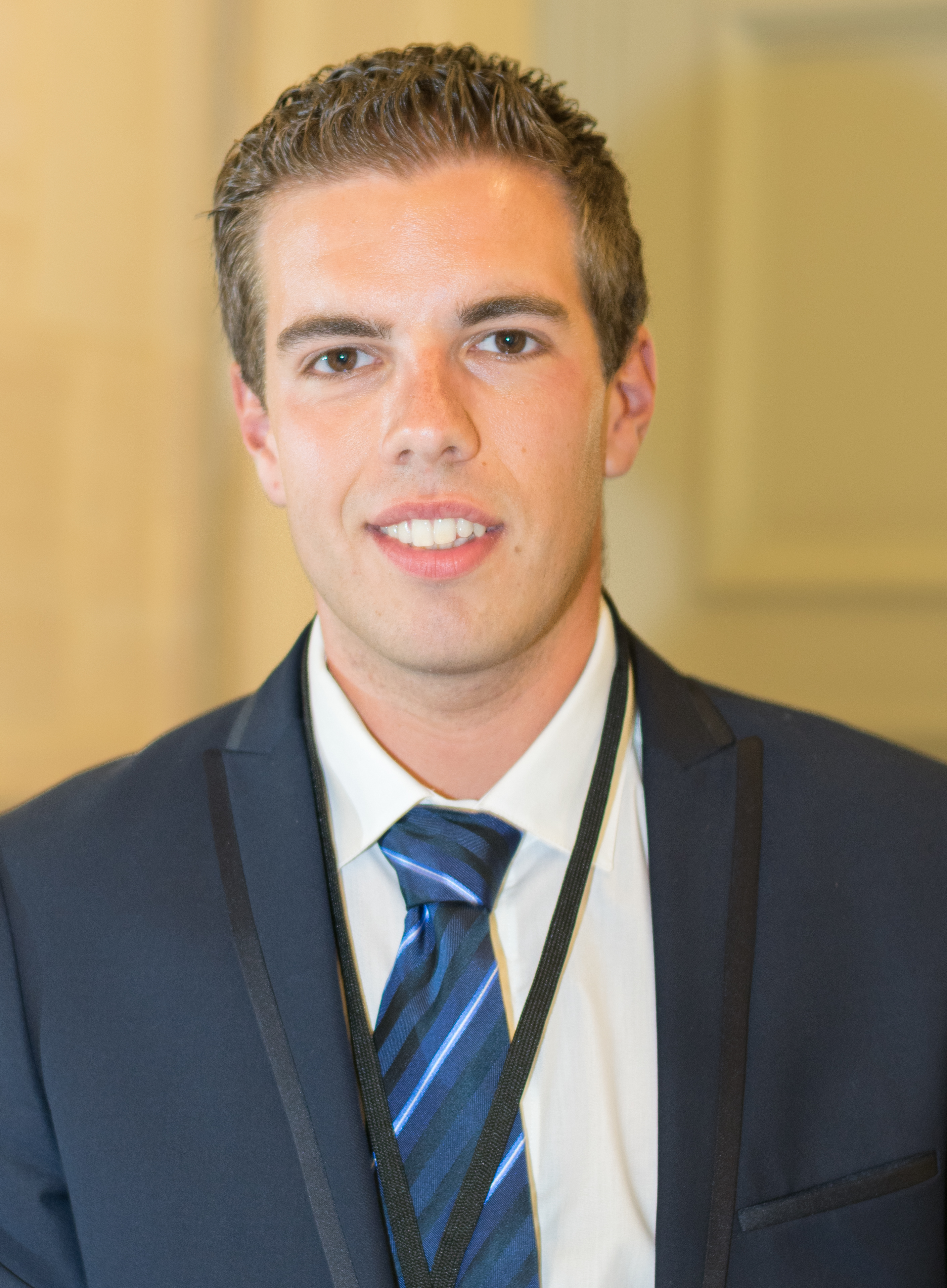
Ludovic Pajot (2017)

Ludovic Pajot (* 18. November 1993 in Beuvry, Pas-de-Calais) ist ein französischer Politiker des Rassemblement National.
Seit dem 5. Juli 2020 ist er Bürgermeister von Bruay-la-Buissière und seit 2021 Départementrat von Pas-De-Calais.

## Biografie
Pajot studierte Rechtswissenschaften an der Katholischen Universität Lille.
Er wurde 2014 in den Gemeinderat von Béthune und 2015 in den Regionalrat von Hauts-de-France gewählt. Er war von 2017 bis 2021 Abgeordneter der französischen Nationalversammlung. Myriane Houplain rückte für ihn nach.
Am 7. Oktober 2017 wurde er Opfer eines Angriffs in Béthune, bei dem Pajot leichte Verletzungen erlitt. Bei den Angreifern soll es sich um Personen aus dem linken politischen Spektrum gehandelt haben.
Er führte die RN-Liste für die Kommunalwahlen 2020 in Bruay-la-Buissière an. Seine Liste gewann den ersten Wahlgang mit 38,6 % und den zweiten Wahlgang mit 52 % der abgegebenen Stimmen. Am 5. Juli 2020 wurde er zum Bürgermeister von Bruay-la-Buissière gewählt.
Zusammen mit Marie-Line Plouviez kandidierte er bei den Départementwahlen 2021 in Bruay-la-Buissière. Das Paar gewann den ersten Wahlgang mit 55,2 % der Stimmen. Aufgrund der geringen Wahlbeteiligung mussten sie in einem zweiten Wahlgang erneut antreten. Dort gewannen sie mit 60 % der abgegebenen Stimmen.